# Brescia
Brescia es un municipio y ciudad italiana, capital de la provincia homónima, en la región de Lombardía. Con 194 671 habitantes en 2021, es la segunda ciudad de la región por población tras Milán. Se la conoce también como la Leonessa d'Italia, según el apelativo atribuido a Giosuè Carducci. La ciudad está situada en el fondo del valle denominado Val Trompia.
La antigua ciudad de Brixia, Brescia ha sido un centro regional importante desde tiempos prerromanos y numerosos monumentos romanos y medievales se han preservado, entre los cuales está su castillo. La zona arqueológica monumental del Foro Romano y el monasterio de Santa Giulia son parte de un grupo de siete sitios conocidos como «Centros de poder de los longobardos en Italia (568-774 d.C.)», declarado Patrimonio de la Humanidad por la Unesco en 2011.
La ciudad se encuentra en el centro de la tercera área industrial más grande del país, concentrada en ingeniería mecánica, automovilística y maquinaria (accesorios de automóvil, medios de transporte, armas), industria textil y alimentación. Sus compañías son de mediano y pequeño tamaño, muchas veces empresas familiares. El sector financiero también da mucho empleo a la región, así como el turismo, debido a la proximidad del lago de Garda, el lago de Iseo y los Alpes.

## Toponimia
Tanto en español como en italiano se conoce a la ciudad como Brescia. En dialecto bresciano es Brèsa, pronunciado también como Brèha en algunas zonas de la provincia.

## Geografía física
Brescia se ubica en la alta llanura padana, donde nace la Val Trompia, a los pies del monte Maddalena.
El territorio de la ciudad —delimitado al norte por las Prealpes de Brescia, al este por las Prealpes del Garda y al oeste por el territorio de Franciacorta— es mayoritariamente plano; en cualquier caso todo el lado sur del Monte Maddalena (incluida la cima) se encuentra en el territorio de Brescia, por lo tanto el territorio ciudadano llega a tener una excursión altimétrica de 770 m.
El casco antiguo se encuentra al interior del perímetro de la muralla de época veneciana, cuando Brescia se encontraba bajo el dominio de dicha potencia. La muralla se ha abatido entre la segunda mitad del siglo XIX y la década de 1920, y la zona norte del casco antiguo la domina el castillo de Brescia, de época medieval. El resto de la ciudad se extiende en el territorio alrededor, rodeado por una cadena de montes que componen el Monte Maddalena (al este) y el Monte Spina (al norte), aunque este último no se encuentra en el territorio del ayuntamiento de Brescia, más bien en los ayuntamientos del hinterland norteño Bovezzo, Lumezzane, Concesio y Nave.

### Clima
Según la clasificación climática de Köppen, Brescia goza del clima templado típico de las latitudes medias, con lluvias o generalmente húmedo en todas las estaciones, con veranos muy calurosos. Las precipitaciones se concentran sobre todo en los periodos entre marzo y mayo, y entre octubre y noviembre, con algunos chaparrones aislados en verano. El invierno suele extenderse entre el mes de noviembre y el mes de marzo, y se caracteriza por escasas precipitaciones.
| Parámetros climáticos promedio de Brescia                                        | Parámetros climáticos promedio de Brescia | Parámetros climáticos promedio de Brescia | Parámetros climáticos promedio de Brescia | Parámetros climáticos promedio de Brescia | Parámetros climáticos promedio de Brescia | Parámetros climáticos promedio de Brescia | Parámetros climáticos promedio de Brescia | Parámetros climáticos promedio de Brescia | Parámetros climáticos promedio de Brescia | Parámetros climáticos promedio de Brescia | Parámetros climáticos promedio de Brescia | Parámetros climáticos promedio de Brescia | Parámetros climáticos promedio de Brescia |
| Mes                                                                              | Ene.                                      | Feb.                                      | Mar.                                      | Abr.                                      | May.                                      | Jun.                                      | Jul.                                      | Ago.                                      | Sep.                                      | Oct.                                      | Nov.                                      | Dic.                                      | Anual                                     |
| -------------------------------------------------------------------------------- | ----------------------------------------- | ----------------------------------------- | ----------------------------------------- | ----------------------------------------- | ----------------------------------------- | ----------------------------------------- | ----------------------------------------- | ----------------------------------------- | ----------------------------------------- | ----------------------------------------- | ----------------------------------------- | ----------------------------------------- | ----------------------------------------- |
| Temp. máx. abs. (°C)                                                             | 19.9                                      | 22.0                                      | 27.3                                      | 30.6                                      | 35.3                                      | 38.0                                      | 39.0                                      | 38.4                                      | 33.3                                      | 29.0                                      | 22.8                                      | 17.0                                      | 39.0                                      |
| Temp. máx. media (°C)                                                            | 5.0                                       | 8.5                                       | 14.2                                      | 18.6                                      | 23.1                                      | 27.8                                      | 30.3                                      | 29.4                                      | 25.1                                      | 18.5                                      | 11.6                                      | 6.8                                       | 18.2                                      |
| Temp. media (°C)                                                                 | 1.8                                       | 4.4                                       | 9.6                                       | 13.7                                      | 17.9                                      | 22.3                                      | 24.6                                      | 23.9                                      | 20.1                                      | 14.3                                      | 8.1                                       | 3.7                                       | 13.7                                      |
| Temp. mín. media (°C)                                                            | -1.5                                      | 0.3                                       | 4.9                                       | 8.8                                       | 12.7                                      | 16.7                                      | 19.0                                      | 18.4                                      | 15.1                                      | 10.0                                      | 4.5                                       | 0.6                                       | 9.1                                       |
| Temp. mín. abs. (°C)                                                             | -19.4                                     | -14.6                                     | -9.3                                      | -2.5                                      | 0.2                                       | 5.2                                       | 9.4                                       | 8.1                                       | 3.8                                       | -5.8                                      | -8.2                                      | -15.2                                     | -19.4                                     |
| Precipitación total (mm)                                                         | 63.9                                      | 64.3                                      | 71.0                                      | 83.0                                      | 104.9                                     | 99.5                                      | 86.3                                      | 101.1                                     | 72.8                                      | 98.1                                      | 87.0                                      | 54.6                                      | 986.5                                     |
| Días de precipitaciones (≥ 1.0 mm)                                               | 6.6                                       | 6.4                                       | 6.9                                       | 9.4                                       | 10                                        | 8.8                                       | 6.5                                       | 6.7                                       | 5.6                                       | 7.0                                       | 8.3                                       | 6.2                                       | 88.4                                      |
| Humedad relativa (%)                                                             | 86                                        | 81                                        | 75                                        | 76                                        | 73                                        | 71                                        | 72                                        | 72                                        | 75                                        | 79                                        | 85                                        | 86                                        | 78                                        |
| Fuente n.º 1: Archivio climático Enea-Casaccia, Ispra (precipitation)            |                                           |                                           |                                           |                                           |                                           |                                           |                                           |                                           |                                           |                                           |                                           |                                           |                                           |
| Fuente n.º 2: Servizio Meteorologico (humedad 1961–1990, extremos 1951–presente) |                                           |                                           |                                           |                                           |                                           |                                           |                                           |                                           |                                           |                                           |                                           |                                           |                                           |

### Hidrografía
El principal río de la ciudad es el Mella, que nace en el Paso del Maniva y, pasando a través de la Val Trompia, llega a la ciudad desde el norte atravesándola de norte a sur, aunque bordeando el casco antiguo en su lado occidental. En cualquier caso el río Mella no es navegable y presenta grandes problemas de contaminación.
Los demás ríos son más bien riachuelos, como por ejemplo el Garza o el Naviglio de Brescia, un canal que nace del río Chiese.

### Orografía
El Monte Maddalena es el principal monte de la ciudad, y pertenece a las Prealpes de Brescia. Bordea el ayuntamiento de Brescia en su extremo nor-oriental. Tiene una altitud de 874 m sobre el nivel del mar, y es el auténtico pulmón de la ciudad.

## Historia

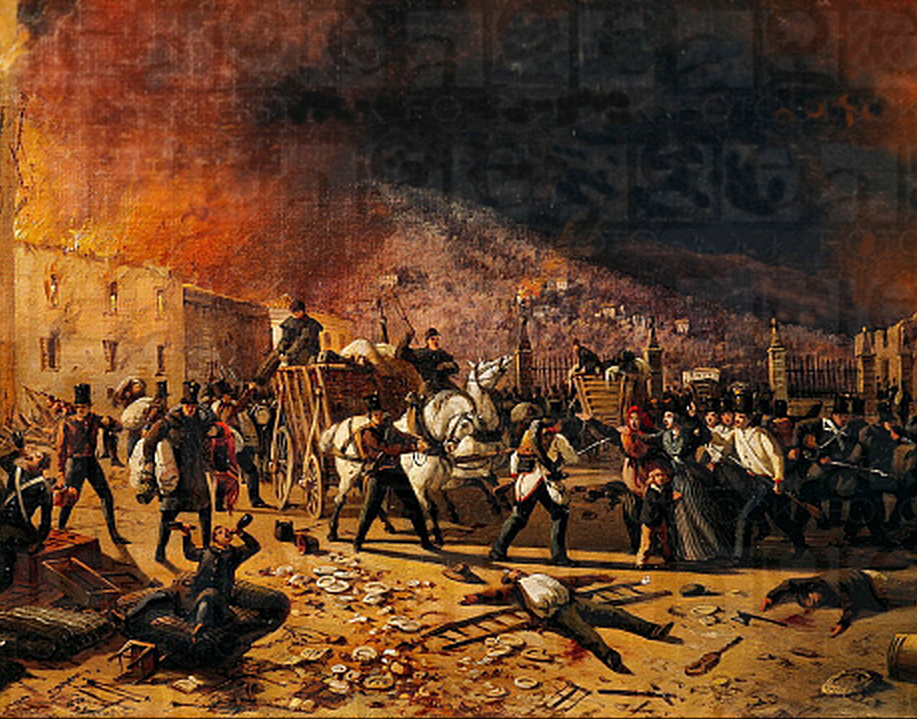
Diez Días de Brescia (1849)

La ciudad tiene su origen alrededor del siglo IV a. C., cuando en todo el norte de Italia se establecieron poblaciones como los ínsubres o los galos cenómanos. Posteriormente, entre el siglo III y el siglo II a. C. y como resultado de guerras entre ínsubres, galos y romanos, Brixia se encarriló en el camino hacia la anexión a la República romana, culminado en el año 41 a. C., cuando sus habitantes obtuvieron la ciudadanía romana, aun conservando cierta autonomía administrativa.
Entre 402 y 493 la ciudad sufrió numerosas invasiones bárbaras, entre otras las de los visigodos de Alarico, de los hunos de Atila, de los hérulos de Odoacro y de los ostrogodos de Teodorico; precisamente bajo Teodorico la ciudad obtuvo una importancia clave en el reino ostrogodo de Italia. A partir de 568 fue un importante ducado del reino lombardo.
En el siglo XII se proclamó comune autónomo, para luego pasar bajo dominación viscontea. En noviembre de 1426 se convirtió en Dominio di Terraferma de la República de Venecia, como se denominaban a aquellos territorios bajo el dominio de dicha República que se encontraban en territorio padano-véneto, sin salida al mar. Ocupada y saqueada por tropas francesas el 18 de febrero de 1512 durante la Guerra de la Liga de Cambrai, fue devuelta a Venecia en 1520. Más tarde entró a formar parte del Reino lombardo-véneto, y durante el Risorgimento la ciudad fue teatro de las Diez jornadas de Brescia, razón por la cual lleva el apelativo de Leona de Italia. Fue parte del Reino de Italia desde 1860, antes de que se proclamara oficialmente. 

## Demografía
| Gráfica de evolución demográfica de Brescia entre 1861 y 2011 |
|                                                               |
| Fuente ISTAT - elaboración gráfica de Wikipedia               |

## Monumentos

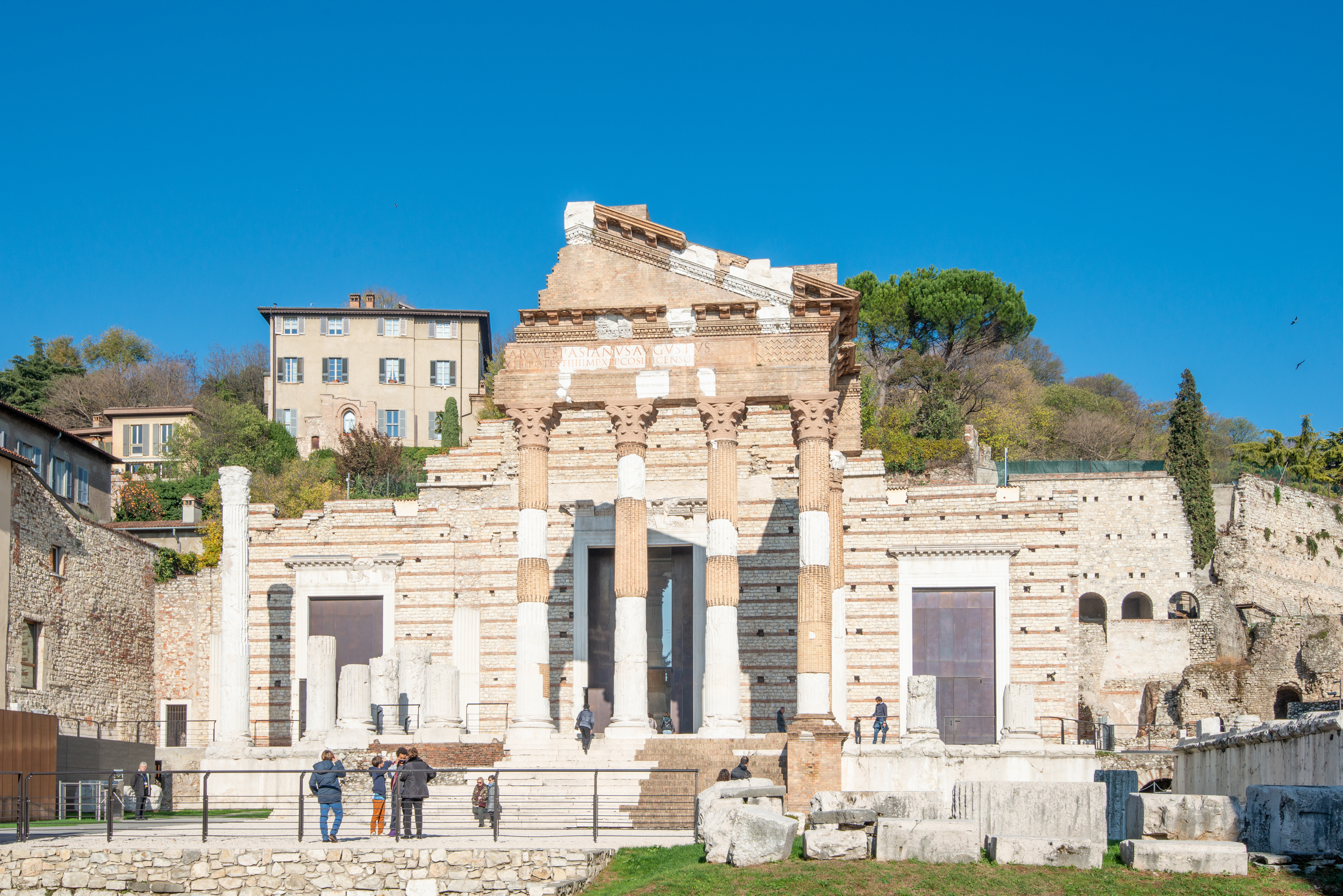
Foro romano de Brescia

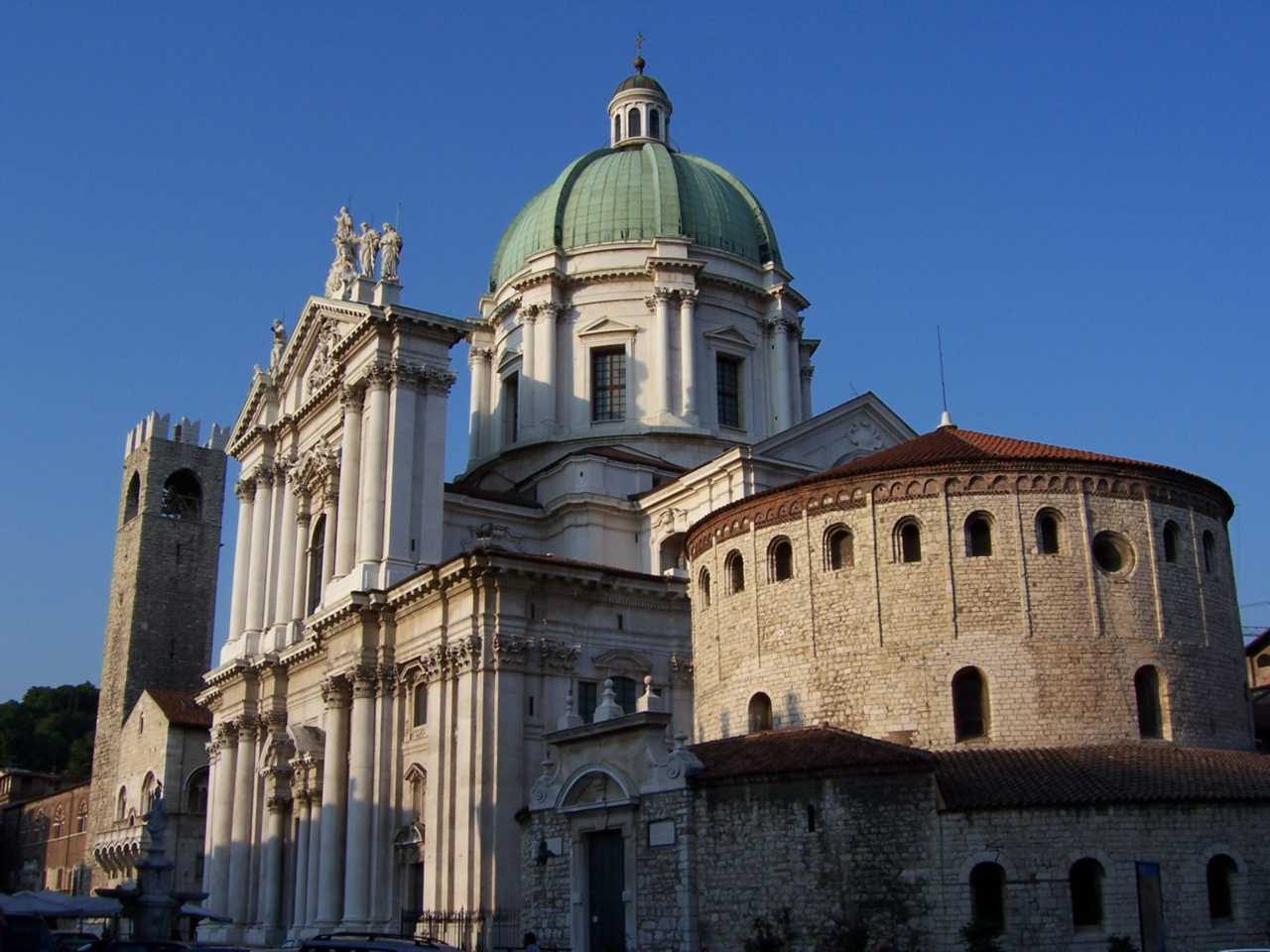
Catedrales nueva y vieja de Brescia

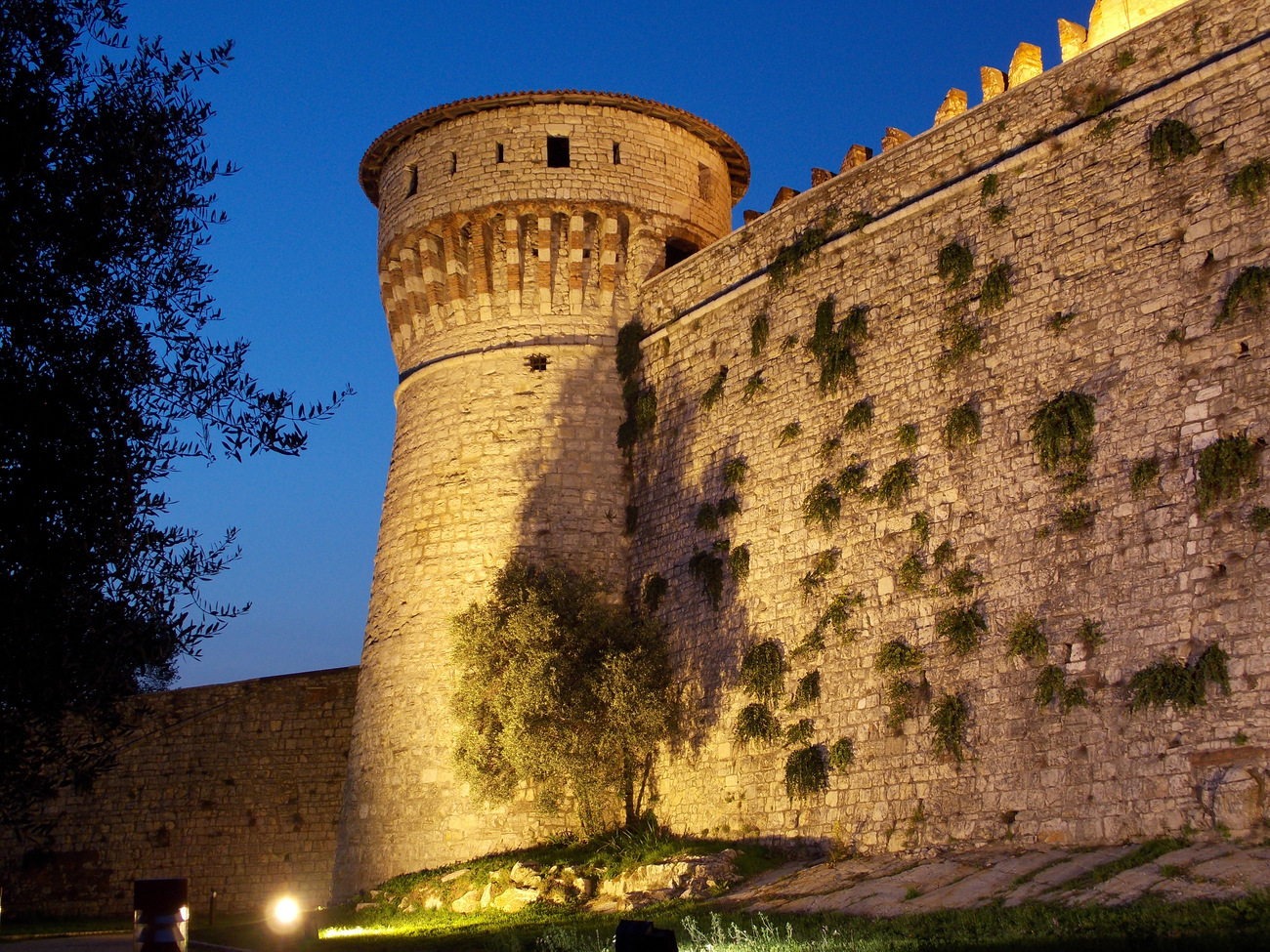
Castillo de Brescia

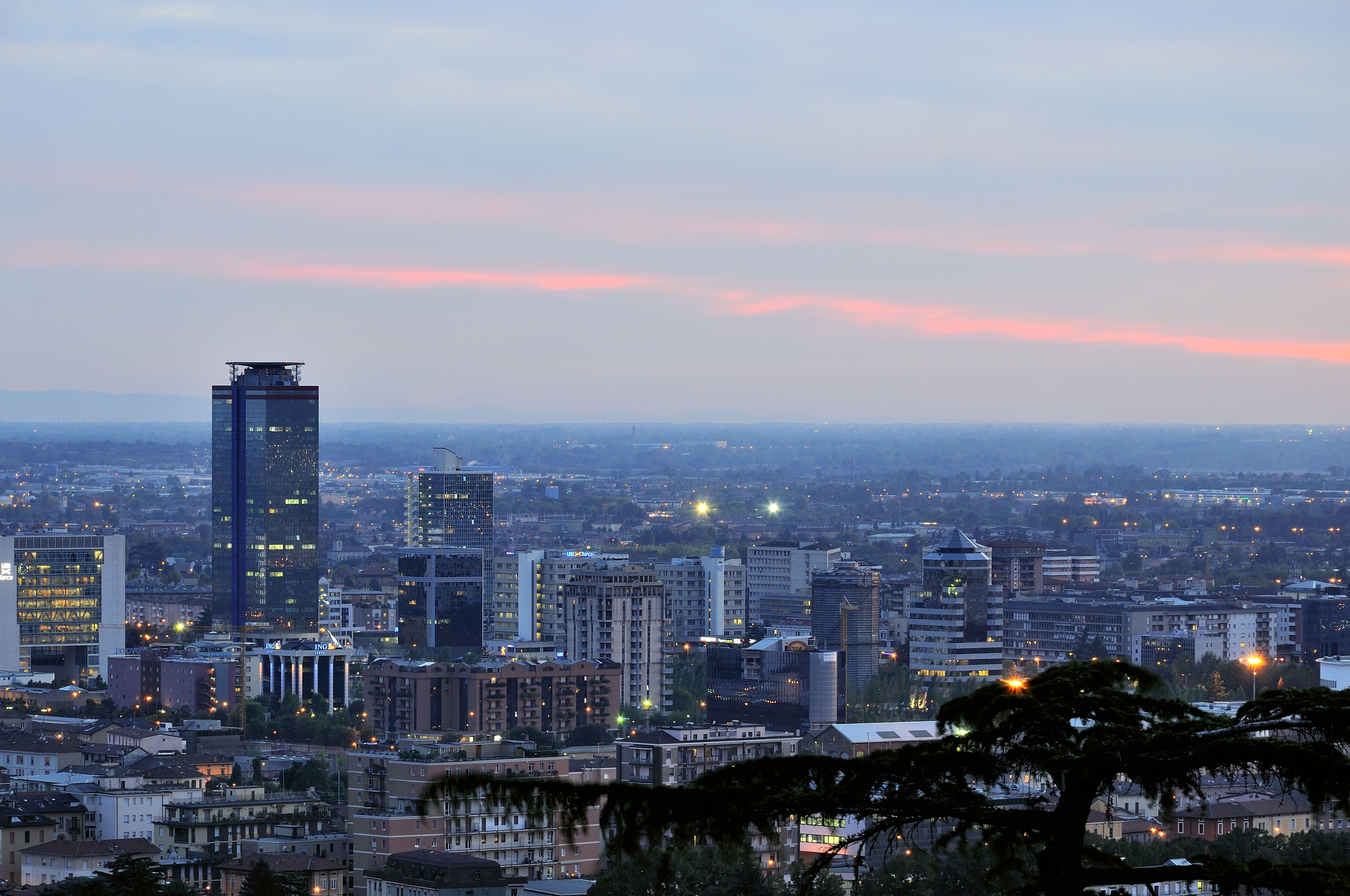
Distrito financiero de Brescia

Los principales monumentos de Brescia son:
- La plaza de la Loggia, que es el conjunto arquitectónico más homogéneo de la ciudad y es un ejemplo espléndido de una plaza cerrada del Renacimiento. Su edificio principal es la Loggia, hoy palacio del Comune, iniciado en 1492 bajo la dirección de Filippino de Grassi.
- La plaza de la Victoria, un conjunto urbanístico y arquitectónico realizado en la década de 1930.
- En la plaza de Pablo VI (conocida como Piazza Duomo) se encuentran:
  - la catedral vieja (Duomo vecchio o Rotonda) construida en el siglo XI y que contiene obras maestras de Palma el joven, Moretto, y Romanino;
  - la catedral nueva (Duomo nuovo) también con varias obras maestras entre las que destaca Arca dei SS. Apollonio e Filastrio de 1510 y la cúpula, la tercera más grande de Italia tras la de la basílica de San Pedro de Roma y la de Santa María del Fiore en Florencia;
  - el Broletto, donde está el antiguo Palacio Comunal,
- la Plaza del Foro es el conjunto más importante con restos de la época romana de toda la Lombardía;
- el Monasterio de S. Salvatore o de S. Giulia: uno de los mejores ejemplos de arquitectura del final de la Edad Media que se encuentra en el norte de Italia. En 2011, se convirtió en Patrimonio de la Humanidad de la Unesco como parte de un grupo de siete inscrita como longobardos en Italia. Lugares de la potencia (568-774 d. C.).
- la fachada de S. Maria dei Miracoli, proyectada por el arquitecto Giovanni Antonio Amadeo.
- la iglesia románico-gótica de S. Francesco.
- la iglesia de los santos Nazaro e Celso.
- la pequeña iglesia del Buon Pastore.
- la iglesia de San Clemente, con pinturas de Alessandro Bonvicino, llamado el Moretto.
- la Iglesia de San Giovanni.
- Teatro Grande.
- Castillo de Brescia.
- Torre della Pallata.

## Ciudades hermanadas
- Darmstadt (Alemania)
- Logroño (España)
- Toluca (México)
- Troyes (Francia)[9]
- Barquisimeto (Venezuela)

## Deportes

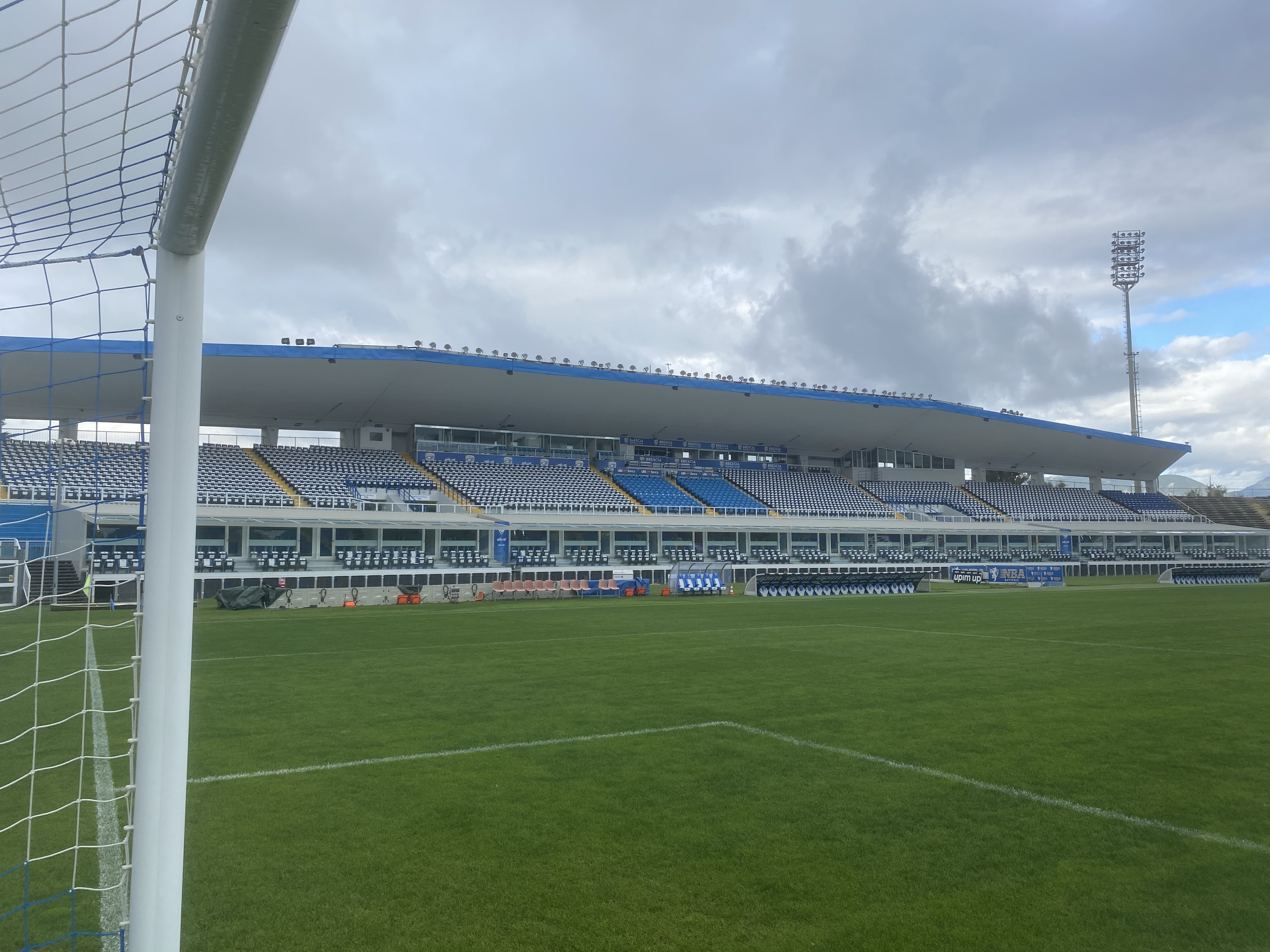
Estadio Mario Rigamonti.

Brescia Calcio es el club de fútbol de la ciudad. Participa en la Serie B, la segunda división del fútbol italiano. Disputa sus encuentros de local en el estadio Mario Rigamonti cuyo aforo supera los 27 000 espectadores.